# レジナルド・ブライス
レジナルド・ホーラス・ブライス（Reginald Horace Blyth、1898年12月3日 - 1964年10月28日）は、イギリス出身の文学者、日本文化研究者。レジナルド・ブライズとも呼ばれる。

## 人物・生涯

### 少壮期
1898年、イングランド・エセックスの鉄道会社事務員の子として生まれる。1916年、第一次世界大戦のさなかに良心的兵役拒否者としてワームウッド・スクラブズ刑務所Wormwood Scrubsに収監され、ついでプリンスタウンPrincetownの内務省労働センターHome Office Work Centre（ダートムーア刑務所Dartmoor Prisonを転用したものでのちに再びダートムーア刑務所となる）で労働に従事する。大戦後ロンドン大学で学び、1923年、優等の成績で卒業。この頃より菜食主義者となり、生涯菜食を続けた。
フルートを吹き、楽器の製作をし、独学でヨーロッパの諸言語を学んだ。また特にバッハの音楽を好んだ。1924年、ロンドン・デイ・トレーニング・カレッジ（現・ロンドン大学インスティテュート・オブ・エデュケーション<教育研究所>）より教職資格を得る。同年、大学の学友のアニー・バーコヴィッチAnnie Bercovitchと結婚。いくつかの文献によると、夫妻でインドに赴きしばらくの間教職にあったが、イギリスの植民地支配に反発を感じ辞めたという。ただしこの話をブライスの師である鈴木大拙の創作とする学者もいる（Pinnington, 1997）。

### 朝鮮 (1925年 - 1935年)
1925年、ブライスは日本統治下の朝鮮に渡り、京城帝国大学英文科の助教授となる。朝鮮滞在中に日本語と中国語の学習を始め、また妙心寺京城別院禅師・華山大義について禅を学ぶ。1933年、朝鮮人学生を事実上の養子とし朝鮮とロンドンでの学費を提供する（Pinnington, 1997）。1934年、妻が単身でイギリスに帰国。1935年、ブライスも後を追うがしばらくして離婚する。

### 日本 (1936年 - 1964年)
1936年、京城に戻り、1937年、来島富子と再婚（Pinnington, 1997）。後にナナ・ブライスとハルミ・ブライスの2人の娘をもうける。金沢に移り第四高等学校（現・金沢大学）の英語教官となる。
第二次世界大戦が勃発すると、ブライスは敵性外国人として収容される。日本支持を表明し、日本国籍を取得しようとしたが却下された。被収容中に空襲により浩瀚な蔵書を失う。
戦後、ブライスは平和への円滑な移行のため日米両当局と協力し精力的に活動した。1946年4月より皇太子の英語教師として雇われ、皇室との関りは亡くなる直前の1964年5月まで続いた。皇室との連絡調整役を務め、またブライスの親友で連合国総司令部民間情報教育局に勤務していた陸軍中佐ハロルド・ヘンダーソンHarold Gould Hendersonとともに昭和天皇の人間宣言起草に加わった。
1946年、学習院大学英文科教授となり、当時の皇太子に英語を教えている。禅の思想と日本の詩歌、特に俳句が西洋に広められたのはブライスの功績が大きい。1954年、東京大学より文学博士号を受ける。
1964年、脳腫瘍と肺炎の合併症で聖路加国際病院にて死去。墓所は北鎌倉の松岡山東慶総寺禅寺で、終生の友だった鈴木大拙の墓地の後ろ側にある。辞世の句は「山茶花に心残して旅立ちぬ」。

## 受賞・栄典
- 1959年：勲四等瑞宝章を受章。

## ブライスと俳句

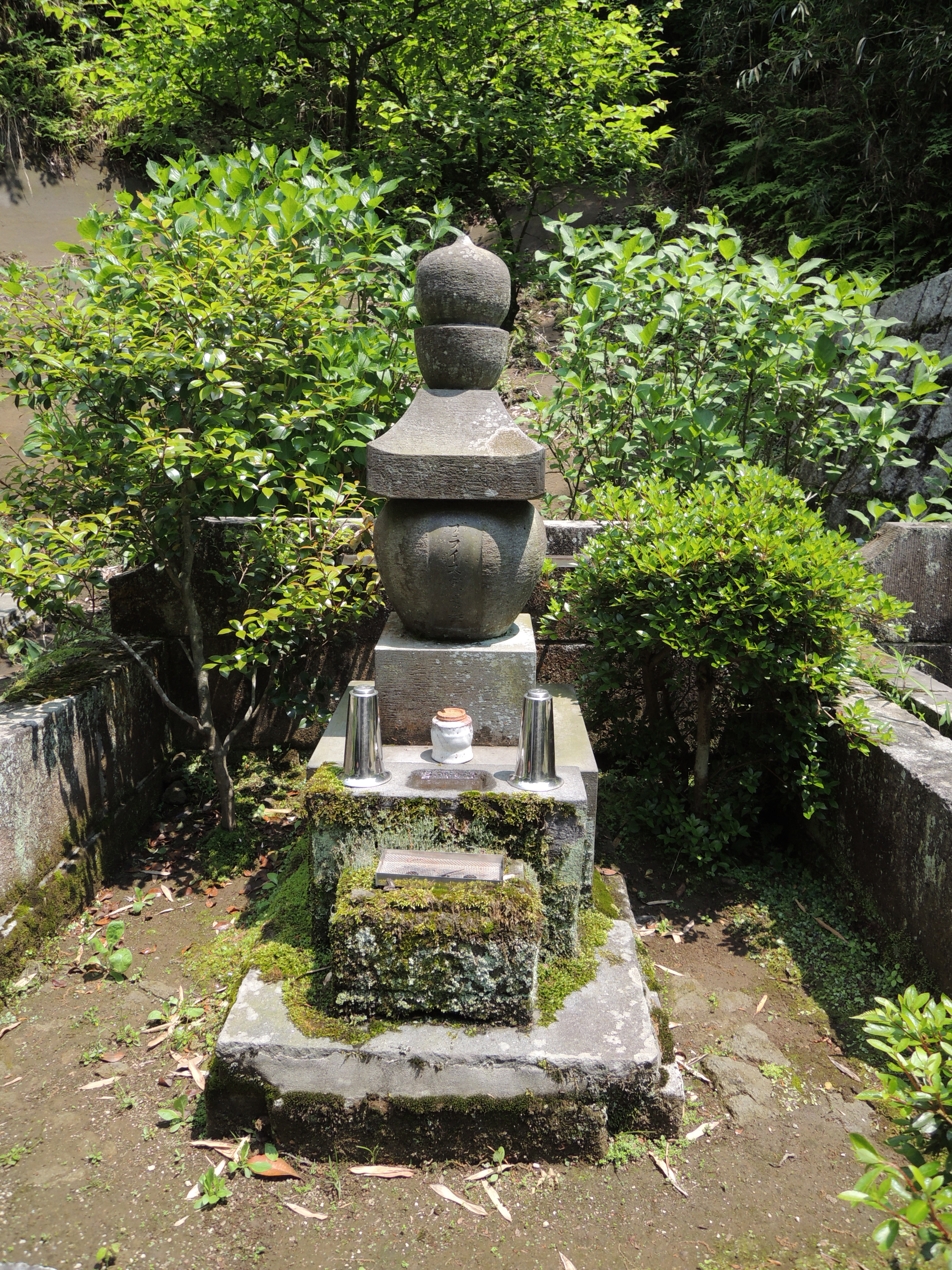
東慶寺のブライスの墓

イマジズム詩人が関心を示してのち、俳句が英文学において注目されることは第二次大戦までなかったが、戦後、俳句に関し影響力のある書籍が数多く出版されることになった。
1949年にブライスの『俳句Haiku』第1巻が日本で出版され、戦後西洋世界に俳句が紹介された。ブライスは禅、俳句、川柳その他の日本文学、東洋文学に関する書物を執筆したが、中でも重要なものに『禅と英文学Zen in English Literature and Oriental Classics』（1942年）、『俳句』（全4巻、1949-52年、近世の俳句中心だが子規も含む）、『俳句の歴史History of Haiku』（全2巻、1963-64年）がある。今日におけるプライスの最もよく知られた業績は英語圏に俳句を紹介したことである。
今日のブライスに対する見解は分かれる。日本文化普及の功績を評価される一方で、ときにその俳句と禅の説明は一面的であると批判されている。現代の多くの俳句作家はブライスの著作によって俳句の世界に入っており、その中にはジャック・ケルアック、ゲーリー・スナイダー、アレン・ギンズバーグ、J・D・サリンジャーといったサンフランシスコ・ルネッサンス詩人、ビート・ジェネレーション作家らがいる。ジェイムズ・W・ハケットJames W. Hackett、エリック・アマンEric Amann、ウィリアム・J・ヒギンソンWilliam J. Higginson、アニタ・ヴァージルAnita Virgil、ジェイン・ライクホールドJane Reichhold、リー・ガーガLee Gurgaといった国際的俳句詩人の多くもブライスの本によって初めて俳句に接している。それら国際俳人らは、ブライスは近代的主題を持つ俳句を好まず、また日本の俳人が基本的には意識することのない俳句と禅の直接的な結びつき（芭蕉はむしろ俳句に専念することは悟りの妨げになると考えていた。また千代女、蕪村、一茶ら江戸期の俳人の多くは、禅宗ではなく浄土宗・浄土真宗の門徒である）に重きを置きすぎているとしばしば述べている。ブライスはまた女流俳句を好意的に見ておらず、特に芭蕉の同時代と20世紀における女性俳人の役割を過小評価している。800頁を優に超える『俳句の歴史』全2巻中、女流俳句について述べたのは16頁に過ぎず、それら各頁も女性俳人に対する否定的な論評で貫かれている。「女は直感に優れると言われるが、女の思考力が劣るからこそそう言いたくなるのかもしれない。しかし愛国心などと同様、直感では不足である」。明らかに千代女のものと思われる句についても、「この句が千代女の作かは疑問であるが、そもそも女に俳句が詠めるかどうかも疑問である」。
俳句に関する書物を執筆しはじめた当初、ブライスは日本語以外の言語で俳句が詠まれることを予想しておらず、また俳壇の設立も行っていないが、ブライスの著作は英語による作句への強い刺激となった。ブライスは『俳句の歴史』第2巻（1964年）の終わりでこう述べている。「日本国外における、日本語によらない俳句の創作…、俳句の歴史における近年の展開は誰にも予見しえないものであった」。そして1929年生まれでブライスと書簡を交わしていたアメリカ詩人ジェイムズ・W・ハケットによる英語俳句数編を添えている。

## 著書
- Zen in English Literature and Oriental Classics（『禅と英文学』）, The Hokuseido Press（北星堂書店）, 1942. ISBN 0-9647040-1-3  (オンライン出版（有料）)
- Haiku, 1949-1952, 全4巻, Volume 1: Eastern Culture. Volume 2: Spring. Volume 3:Summer-Autumn. Volume 4: Autumn-Winter. The Hokuseido Press, ISBN 0-89346-184-9
  - 『俳句』村松友次・三石庸子 共訳、永田書房, 2004
- Senryu: Japanese Satirical Verses（『世界の諷刺詩 川柳』）, The Hokuseido Press, 1949 ISBN 0-8371-2958-3
- Japanese Humour, Japan Travel Bureau, 1957
- Japanese Life and Character in Senryu, 1959.
- Oriental Humor, 1959.
- Zen and Zen Classics（『禅クラシックス』）, 全5巻, Volume 1: General Introduction,from the Upanishads to Huineng.1960.ISBN 0-89346-204-7. Volume 2: History of Zen,1964. ISBN 0-89346-205-5. Volume 3: History of Zen. 1970. Volume 4: Mumonkan.1966. Volume 5: Twenty-Five Zen Essays.1962. ISBN 0-89346-052-4. The Hokuseido Press.
- Edo Satirical Verse Anthologies, 1961. The Hokuseido Press.
- A History of Haiku（『俳句の歴史』） 全2巻, Volume 1: From the Beginnings up to Issa.ISBN 0-9647040-2-1.1963. Volume 2: From Issa up to the Present.ISBN 0-9647040-3-X.1964.The Hokuseido Press.
- Games Zen Masters Play : writings of R. H. Blyth, 1976.
- A Survey of English Literature.
- Humour in English Literature: A Chronological Anthology.
- Easy Poems. Vol 1 and 2（『やさしい英詩』）.
- How to Read English Poetry.
- Dorothy Wordsworth's Journals (『ドロシー・ワーズワースの日誌』、Introduction、Footnotes付).
- A Week on the Concord and Merrimack River (抄編、Introduction、Notes付).
- Buddhist Sermons on Christian Texts, Heian International, 1976, ISBN 978-0893460006

## 回想・評伝
- 『回想のブライス』川島保良編、同・刊行会 1984
- 荒井良雄 『ブライス禅の世界　平和は詩心から』北星堂 2004
- 荒井良雄編 『R・H・ブライスの人間像　俳句と川柳に禅を求めて』北星堂 2006
- 平川祐弘『平和の海と戦いの海　二・二六事件から「人間宣言」まで』 新潮社、1983／講談社学術文庫、1993
  - 『平川祐弘決定版著作集 第6巻　平和の海と戦いの海』 勉誠出版、2016。評伝は第2部
- 『ほんとうの日本　芭蕉に恋した英国人の言葉』大江舜訳、展望社、2021